# Didemnum macrosiphonium
Didemnum macrosiphonium är en sjöpungsart som beskrevs av Kott 200. Didemnum macrosiphonium ingår i släktet Didemnum och familjen Didemnidae. Inga underarter finns listade i Catalogue of Life.